# Tchibo Mobil
Tchibo Mobil ist ein deutscher Mobilfunk-Discounter. Das Unternehmen startete im Oktober 2004 als Joint Venture von Tchibo und Telefónica Germany und war damit der erste Mobilfunk-Discounter in Deutschland.
Im August 2007 führte Tchibo Mobil als erster Mobilfunk-Discounter eine Prepaid-Flatrate für Gespräche ins deutsche Festnetz ein, im Jahre 2011 dann als erster deutscher Prepaid-Discounter EU-Roaming-Tarife.
Die Zahl der Kunden stieg von rund einer Million im September 2007 auf 1,5 Millionen im August 2010. Von April 2015 an konnte neben dem O2-Netz auch durch National Roaming bis zur Abschaltung das Mobilfunknetz von E-Plus genutzt werden.
Nach einer Studie des Nachrichtenmagazins FOCUS und der Unternehmensberatung forum! Mainz im Jahr 2017 erreichte Tchibo Mobil den zweiten Platz der Anbieter mit den zufriedensten Kunden.
In Österreich ist die Marke Tchibo Mobil durch Eduscho vertreten, realisiert wird diese im Netz der Hutchison Drei Austria und vertreten durch die MASS Response Service GmbH. Ähnlich dem Angebot in Deutschland werden auch hier verschiedene gebündelte Datenpakete und Smartphones angeboten.